# Suehiro-Kanal
Der Suehiro-Kanal (japanisch 末広運河 Suehiro unga, wörtlich: „breites Ende“) ist eine künstliche Wasserstraße in der japanischen Stadt Kawasaki, Präfektur Kanagawa. Der Kanal ist auch unter dem Namen "Ankerplatz Suehiro-Kanal" 末広運河泊地 (Suehiro unga hakuchi) bekannt.

## Geographie
Er liegt im zum Keihin-Industriegürtel gehörigen Südteil des Stadtbezirks Kawasaki, in den Vierteln Yakō und Oshima. Die Kanäle Chidori, Tama und Daishi bilden an ihrem Schnittpunkt das Südostende des Gewässers. Das Nordwestende in der Nähe der Shiodome-Brücke markiert die Verlängerung des kleinen Hafenbeckens, das namengebend für den Kanal wurde. Es dient u. a. als Bootsanlegestelle und Ankerplatz für Hausboote.

## Technische Daten
- Anfangspunkt: am Zusammenfluss des Chidori-, Daishi- und Tama-Kanals.
- Endpunkt: Hafenbecken im Viertel Ojima des Stadtbezirks Kawasaki
- Länge: 540 m
- Breite: 290 m
- Tiefe: 2–5 m

Koordinaten: 35° 31′ 55″ N, 139° 45′ 13″ O